# Прялка «Дженни»
Запрос Прядильная машина перенаправляется сюда. На эту тему нужна отдельная статья.
Прядильная машина Харгривса (также «Прялка Дженни» или «Дженни-пряха», англ. Spinning Jenny) — механическая прядильная машина, сконструированная Джеймсом Харгривсом в 1764 году. Считается одним из важнейших изобретений своего времени, ознаменовавшим начало промышленного переворота.

Модель «Прялки Дженни» в музее в Вуппертале

Существует легенда, что на мысль об изобретении машины с несколькими вертикальными веретенами Харгривса подтолкнул случай: однажды его маленькая дочь Дженни нечаянно опрокинула прялку, однако колесо её продолжало вертеться, а веретено продолжало прясть пряжу, хотя находилось в вертикальном, а не горизонтальном положении. Сконструированная после этого прядильная машина была названа Харгривсом «Дженни» в честь своей дочери. Хотя, согласно церковному реестру, у Джеймса Харгривса было несколько дочерей, ни одна из них не носила этого имени, как и его жена. 

## История
Джеймс Харгривс работал в Стэндхилле плотником и ткачом на обычном станке. Примерно с начала 1760-х годов он начинает заниматься усовершенствованием прядильных устройств. В 1764 году он, борясь с конкуренцией дешёвых индийских тканей, соорудил механическую прялку, а несколько лет спустя (примерно в 1762-1765) изобрёл прядильную машину периодического действия.
Прялка «Дженни» приводилась в движение одним рабочим и производила по меньшей мере в шесть раз больше, чем могла произвести обыкновенная прялка за то же время. Таким образом, каждая новая прялка такого типа лишала работы как минимум пять прядильщиков. Харгривс успел продать не так много экземпляров своей машины, однако это вызвало сильное недовольство местных прядильщиков — в 1767 году они разрушили дом изобретателя и оборудование. Харгривс переехал в Ноттингем и, совместно с Томасом Джеймсом, построил прядильную фабрику, став одним из первых крупных фабрикантов. В 1770 году Харгривс получил патент на своё изобретение.

## Конструкция
Прялка Дженни имела восемь вертикальных веретен и одно колесо. Вместо вытяжных валиков имелся специальный пресс из двух брусков дерева.
Початки с ровницей были помещены на наклонной раме (наклон служил для облегчения сматывания ровницы). Вместо вытяжных валиков Харгривс применил особый пресс, состоявший из двух брусков дерева. Нитки ровницы с початков проходили через вытяжной пресс и прикреплялись к веретенам. Веретена, на которые наматывалась готовая нить, находились на неподвижной раме с левой стороны станка. В нижней части каждого веретена имелся блок, вокруг которого шёл приводной шнур, переброшенный через барабан, расположенный впереди всех блоков и веретен. Барабан приводился в движение от большого колеса, вращаемого рукой. Таким образом, большое колесо приводило во вращение все веретена.
Прядильщик одной рукой двигал каретку вытяжного пресса, а другой вращал колесо, приводившее в движение веретена. Вся работа свелась в основном к трём движениям: к вращению приводного колеса, к прямолинейному движению каретки взад и вперёд и к нагибанию проволоки.
Значительным недостатком прялки было то, что из-за недостаточной вытяжки пряжа получилась недостаточно крепкой. Чтобы упрочить её, в пряжу приходилось добавлять нитки изо льна.